# مؤسسه رهگشا
شرکت رهگشا وابسته به بنیاد تعاون ناجا یک شرکت دارای ماهیت خصوصی و شبه دولتی است که تولید انواع پلاک‌های خودرو، موتورسیکلت و وسائل نقلیه، انجام امور مربوط به پذیرش، آموزش و آزمون هنرجویان اخذ گواهینامه رانندگی از طریق آموزشگاه‌های رانندگی، تعویض پلاک و نقل و انتقال خودرو، انجام امور شماره‌گذاری خودرو و موتورسیکلت در کارخانجات تولیدکننده را در انحصار داشته‌است.
کلیه امور تصدی‌گری و خدماتی پلیس به بخش خصوصی (مؤسسه رهگشا) واگذار شد ولی امور حاکمیتی همچنان بعهده پلیس باقی ماند.
محول شدن امور به صورت انحصاری به یک مؤسسه خصوصی شائبه رانت خواری افراد دست اندرکار تأسیس این مؤسسه را به وجود آورده بود.
در اینکه مراکز مذکور مأموران رسمی دولت نبوده‌اند هیچ شکی وجود نداشته و خود شرکت خصوصی راهگشا نیز به این موضوع اذعان داشته‌است.
مؤسسه رهگشا بنا به درخواست سردار سیدجعفر تشکری هاشمی که خودش یکی از مدیران این شرکت است درخواست ثبت گردید. سردار اسکندر مؤمنی (معاونت وقت راهور ناجا) رئیس هیئت مدیره این شرکت بوده‌است.
پلیس به‌طور تمام قد از مؤسسه راهگشا و حمایت می‌کرده و حاضر بود اعمال غیرقانونی آن را حتی با به‌کارگیری مدیران سطح عالی خود، چه در مصاحبه‌های رسانه ای و چه در مناظره‌های تلویزیونی توجیه کند.

## مراکز تعویض پلاک
مهم‌ترین هدف ثبت سوابق جرایم رانندگان بود تا از این طریق متخلفانی که سابقه دار هستند شناسایی شوند و به این ترتیب از تکرار جرائم ایشان پیشگیری شود. اما بعد از راه اندازی سیستم شماره ملی و کاربردی شدن آن و با وجودی که می‌شد سوابق جرائم رانندگی هر فردی را ذیل شماره ملی اش ثبت کرد روند تعویض پلاک و صف‌های طولانی همچنان ادامه دارد.
مراکز تعویض پلاک متعلق به شرکت رهگشا وابسته به بنیاد تعاون ناجا دارای ماهیت خصوصی هستند. پلیس معمولاً تمام قد از مؤسسه موصوف حمایت می‌کند و حاضر می‌شود اعمال آنها را حتی با به‌کارگیری مدیران سطح عالی خود، چه در مصاحبه‌های رسانه ای و چه در مناظره‌های تلویزیونی توجیه کند.
در حال حاضر ۲۵۸ مرکز تعویض پلاک و دفتر خدمات خودرویی در کشور وجود دارد که از این تعداد ۷ مرکز در تهران واقع است. این مراکز روزانه حدود ۱۲ هزار مورد تعویض پلاک در کشور انجام می‌دهند که از این تعداد حدود ۲۵ درصد در تهران انجام می‌شود. ریاست این مراکز در حال حاضر بعهده شخصی بنام سرهنگ رستمی می‌باشد.سرهنگ علی محمدی رئیس مرکز شماره گذاری پلیس راهور
مؤسسه رهگشا بنا به درخواست سردار سیدجعفر تشکری هاشمی که خودش یکی از مدیران این شرکت است درخواست ثبت گردید. سردار اسکندر مؤمنی (معاونت وقت راهور ناجا) رئیس هیئت مدیره این شرکت بوده‌است.
کلیه امور تصدی‌گری و خدماتی پلیس به بخش خصوصی (مؤسسه رهگشا) واگذار شد ولی امور حاکمیتی که بعهده پلیس باقی ماند.
محول شدن امور به صورت انحصاری به مؤسسه رهگشا شائبه رانت خواری افراد دست اندرکار تأسیس این مؤسسه را به وجود آورده بود.
موازی کاری محسوسی بین روند اداری مراکز تعویض پلاک و دفاتر اسناد رسمی در ایران وجود داشت. ولی در حال حاضر کلیه امور نقل و انتقال خودروها و موتورسیکلت‌ها و فرایند تعویض پلاک، توسط مؤسسه ای خصوصی (شرکت راهگشا) که دو تن از عالی‌رتبه‌ترین سرداران وقت نیروی انتظامی بنا نهاده‌اند انجام می‌شود.
پلیس به‌طور تمام قد از مؤسسه راهگشا و حمایت می‌کرده و حاضر بود اعمال غیرقانونی آن را حتی با به‌کارگیری مدیران سطح عالی خود، چه در مصاحبه‌های رسانه ای و چه در مناظره‌های تلویزیونی توجیه کند. به‌طوری که بسیاری از خریداران و فروشندگان خودرو بر اساس همین تبلیغات از ثبت سند در دفترخانه‌های رسمی خودداری می‌ورزیدند.
- نهادهای اقتصادی در نیروهای مسلح
- تشخیص خودکار شماره پلاک خودرو